# Brad Pitt
William Bradley Pitt (Shawnee, Oklahoma, 18 de desembre de 1963), conegut com a Brad Pitt, és un actor, productor i activista social estatunidenc. Ha rebut nombrosos premis com a actor, entre els quals un Globus d'Or el 1995 per 12 Monkeys, i un altre Globus d'Or el 2019. Va guanyar l'Oscar com a millor actor secundari el 2020, gràcies a la seua interpretació en el film Once Upon a Time in Hollywood. Com a productor, destaca l'Oscar a la «millor pel·lícula» l'any 2007 per Infiltrats (2006), a través de la seva productora Plan B Entertainment.
Després d'una relació amb l'actriu Gwyneth Paltrow, Pitt va estar casat amb Jennifer Aniston durant cinc anys. No obstant això, després va començar a conviure amb Angelina Jolie, en una relació que va obtenir una àmplia popularitat. Tenen sis fills, tres d'adoptats: Maddox, Zahara, Pax i tres de biològics: Shiloh, Knox i Vivienne. Des que va començar la seva relació amb Jolie i mentre aquesta va durar, es va involucrar molt en l'emprenedoria social als Estats Units i a nivell internacional.

## Biografia
Es va criar a Springfield (Missouri) i va iniciar els estudis de publicitat i disseny gràfic però, abans de graduar-se, es va adonar que la seva vocació era ser actor, i aleshores, va deixar els estudis per dedicar-s'hi.
Brad va estar compromès amb les actrius Juliette Lewis (1990-93), Gwyneth Paltrow, (1996 fins al juny del 1997), i Katja von Garnier (1997), directora alemanya. D'altra banda, va mantenir relacions amb la model Jitka Pohlodek, l'actriu Geena Davis i Robin Givens.
Va estar casat amb l'actriu Jennifer Aniston (des del 30 de juliol del 2000 fins a l'any 2005) i van ser coneguts com la parella d'or de Hollywood. Ha estat casat durant deu anys amb l'actriu Angelina Jolie, a qui va conèixer durant la gravació de Mr. & Mrs. Smith, amb qui té 6 fills (tres d'ells adoptats i tres de biològics). El setembre de 2016, aquesta li va demanar el divorci. Brad Pitt, ha anunciat unes quantes vegades la seva alimentació vegana i és coneguda la seva poca tolerància cap al consum de carn.
Brad Pitt pateix prosopagnòsia.

### Filantropia
Pitt ha expressat el seu suport a ONE Campaign, una organització destinada a la lluita contra la sida i la pobresa al món. És el narrador de l'aclamada sèrie de televisió pública Rx for Survival: A Global Health Challenge de la cadena PBS, la qual aborda els problemes de salut existents a nivell global.
El novembre del 2005, Pitt va viatjar al Pakistan amb Angelina Jolie per veure l'impacte del terratrèmol de Caixmir ocorregut aquell any. De manera similar, el 2006 la parella va viatjar a Haití, on van visitar una escola creada per la Fundació Yéle Haïti -fundada pel músic de hip hop haitià Wyclef Jean-152 al maig del 2007, Jolie i Pitt van donar un milió de dòlars a tres organitzacions de Txad i Sudan, les quals tenen com a propòsit ajudar a tots els afectats per la crisi a la zona de Darfur, i que s'havien vist afectats a la regió. Juntament amb Clooney, Damon, Don Cheadle i Jerry Weintraub, Pitt és un dels fundadors de "Not On Our Watch", una organització que tracta de focalitzar l'atenció dels mitjans de comunicació per aturar i prevenir genocidis, com l'ocorregut a Darfur.

## Filmografia

### Actor
| Any  | Pel·lícula                                                           | Personatge                                    | Notes |
| ---- | -------------------------------------------------------------------- | --------------------------------------------- | --- |
| 1987 | Sense sortida (No Way Out)                                           | Officer at party                              | |
| 1987 | Terra de ningú                                                       | cambrer                                       | |
| 1987 | Less Than Zero                                                       | Partygoer                                     | |
| 1987 | Growing Pains                                                        | Jeff                                          | Sèrie de televisió (dos episodis: "Who's Zoomin' Who?" i "Feet of Clay"                                                                               |
| 1987 | Dallas                                                               | Randy                                         | Sèrie de televisió (quatre episodis) |
| 1988 | 21 Jump Street                                                       | Peter                                         | Sèrie de televisió (un episodi: "Best Years of Your Life")                                                                                            |
| 1987 | Junts i barrejats (Happy Together)                                   | Brian                                         | |
| 1987 | Cutting Class                                                        | Dwight Ingalls                                | |
| 1987 | Head of the Class                                                    | Chuck                                         | Sèrie de televisió (un episodi: "Partners") |
| 1987 | Freddy's Nightmares                                                  | Rick Austin                                   | Sèrie de televisió (un episodi: "Black Tickets") |
| 1990 | The Image (TV)                                                       | Cameraman                                     | Telefilm |
| 1990 | Too Young to Die?                                                    | Billy Canton                                  | Telefilm |
| 1990 | Glory Days                                                           | Walker Lovejoy                                | Sèrie de televisió (sis episodis) |
| 1991 | Across the Tracks                                                    | Joe Maloney                                   | |
| 1991 | Thelma i Louise                                                      | J.D.                                          | |
| 1991 | Johnny Suede                                                         | Johnny Suede                                  | |
| 1992 | Contact                                                              | Cox                                           | |
| 1992 | Cool World                                                           | Detectiu Frank Harris                         | |
| 1992 | A River Runs Through It                                              | Paul Maclean                                  | |
| 1993 | Kalifornia                                                           | Early Grayce                                  | |
| 1993 | Amor a boca de canó (True Romance)                                   | Floyd                                         | |
| 1994 | El favor                                                             | Elliott Fowler                                | |
| 1994 | Entrevista amb el vampir                                             | Louis de Pointe du Lac                        | Nominat - Premi Saturn al millor actor |
| 1994 | Llegendes de passió                                                  | Tristan Ludlow                                | Nominat - Globus d'Or al millor actor dramàtic |
| 1995 | Seven                                                                | David Mills                                   | |
| 1995 | 12 Monkeys                                                           | Jeffrey Goines                                | Globus d'Or al millor actor secundari Premi Saturn al millor actor secundari Nominat - Oscar al millor actor secundari                                |
| 1996 | Sleepers                                                             | Michael Sullivan                              | |
| 1997 | L'ombra del diable (The Devil's Own))                                | Francis "Frankie" Austin McQuire/Rory Devaney | |
| 1997 | Set anys al Tibet                                                    | Heinrich Harrer                               | |
| 1997 | La cara oculta del sol (The Dark Side of the Sun)                    | Rick                                          | |
| 1998 | Meet Joe Black                                                       | Joe Black/Home a la cafeteria                 | |
| 1999 | Fight Club                                                           | Tyler Durden                                  | |
| 1999 | Being John Malkovich                                                 | Ell mateix                                    | Cameo |
| 2000 | Snatch (porcs i diamants)                                            | Mickey O'Neil                                 | Nominat - Satellite Award al millor actor secundari                                                                                                   |
| 2001 | The Mexican                                                          | Jerry Welbach                                 | |
| 2001 | Spy Game                                                             | Tom Bishop                                    | |
| 2001 | Ocean's Eleven                                                       | Rusty Ryan                                    | |
| 2001 | Friends                                                              | Will Colbert                                  | Sèrie de televisió (un episodi: "The One with the Rumor")                                                                                             |
| 2002 | Full Frontal                                                         | Ell mateix                                    | |
| 2002 | Confessions of a Dangerous Mind                                      | Brad, Bachelor #1                             | |
| 2003 | Simbad, la llegenda dels set mars (Sinbad: Legend of the Seven Seas) | Sinbad                                        | Veu |
| 2003 | bby Singer                                                           | Ell mateix                                    | Cameo |
| 2004 | Troia                                                                | Achilles                                      | |
| 2004 | Ocean's Twelve                                                       | Rusty Ryan                                    | |
| 2005 | Mr. & Mrs. Smith                                                     | John Smith                                    | |
| 2006 | Babel                                                                | Richard                                       | Nominat - Globus d'Or al millor actor secundari Nominat - Satellite Award al millor actor secundari                                                   |
| 2007 | Ocean's Thirteen                                                     | Rusty Ryan                                    | |
| 2007 | L'assassinat de Jesse James comès pel covard Robert Ford             | Jesse James                                   | Copa Volpi al millor actor al Festival Internacional de Cinema de Venècia                                                                             |
| 2008 | Cremeu-ho després de llegir-ho                                       | Chad Feldheimer                               | Nominat - BAFTA al millor actor secundari |
| 2008 | El curiós cas de Benjamin Button                                     | Benjamin Button                               | Nominat - Oscar al millor actor Nominat - BAFTA al millor actor Nominat - Globus d'Or al millor actor dramàtic Nominat - Premi Saturn al millor actor |
| 2009 | Maleïts malparits                                                    | Tinent Aldo Raine                             | |
| 2010 | Megamind                                                             | Metro-Man                                     | Veu |
| 2011 | L'arbre de la vida                                                   | Mr. O'Brien                                   | |
| 2011 | Moneyball                                                            | Billy Beane                                   | Nominat − Oscar al millor actor Nominat − Globus d'Or al millor actor dramàtic Nominat − BAFTA al millor actor                                        |
| 2012 | Mata'ls suaument                                                     | Jackie Cogan                                  | |
| 2013 | World War Z                                                          | Gerry Lane                                    | |
| 2013 | 12 anys d'esclavitud                                                 | Samuel Bass                                   | |
| 2013 | The Counselor                                                        | Westray                                       | |
| 2014 | Cors d'acer (Fury)                                                   | Don 'Wardaddy' Collier                        | |
| 2015 | By the Sea                                                           | Roland                                        | |
| 2015 | The Big Short                                                        | Ben Rickert                                   | |
| 2016 | Voyage of Time                                                       | Narrador                                      | Documental |
| 2016 | Allied                                                               | Max Vatan                                     | |
| 2017 | War Machine                                                          | General Glen McMahon                          | |
| 2019 | Once Upon a Time in Hollywood                                        | Cliff Booth                                   | |
| 2019 | Ad Astra                                                             | Roy McBride                                   | |
| 2022 | The Lost City                                                        | Jack Trainer                                  | |
| 2022 | Bullet Train                                                         | Ladybug                                       | |
| 2022 | Babylon                                                              | Jack Conrad                                   | |

### Productor
| Any  | Pel·lícula                                               | Notes |
| ---- | -------------------------------------------------------- | --- |
| 2006 | God Grew Tired of Us                                     | Productor executiu |
| 2006 | Infiltrats                                               | Oscar a la millor pel·lícula Nominat − Globus d'Or a la millor pel·lícula dramàtica Nominat − BAFTA a la millor pel·lícula |
| 2006 | Running with Scissors                                    | |
| 2007 | The Tehuacan Project                                     | Productor executiu |
| 2007 | Year of the Dog                                          | Productor executiu |
| 2007 | A Mighty Heart                                           | Coproductor Nominat − Independent Spirit Award a la millor pel·lícula                                                      |
| 2007 | L'assassinat de Jesse James comès pel covard Robert Ford | |
| 2008 | Pretty/Handsome                                          | Productor executiu (TV) |
| 2009 | The Time Traveler's Wife                                 | Productor executiu |
| 2009 | The Private Lives of Pippa Lee                           | Productor executiu |
| 2010 | Kick-Ass                                                 | |
| 2010 | Menja, resa, estima                                      | |
| 2011 | The Tree of Life                                         | |
| 2011 | Moneyball                                                | Nominat − Oscar a la millor pel·lícula                                                                                     |
| 2012 | Mata'ls suaument                                         | |
| 2013 | World War Z                                              | |
| 2013 | Kick-Ass 2                                               | |
| 2013 | 12 anys d'esclavitud                                     | |
| 2014 | True Story                                               | |
| 2014 | Cors d'acer                                              | |
| 2014 | Selma                                                    | |
| 2015 | Tue Story                                                | |
| 2016 | Moonlight                                                | |
| 2014 | The Lost City of Z                                       | |
| 2017 | Okja                                                     | |
| 2017 | Brad's Status                                            | |
| 2019 | El blues de Beale Street                                 | |
| 2019 | The Last Black Man in San Francisco                      | |
| 2020 | Kajillionaire                                            | |
| 2020 | Minari: Història de la meva família                      | |
| 2020 | Irresistible                                             | |
| 2022 | Father of the Bride                                      | |
| 2022 | Elles parlen                                             | |

## Premis

### Premis Oscars
| Any  | Categoria              | Pel·lícula                       | Resultat  | Referències |
| ---- | ---------------------- | -------------------------------- | --------- | ----------- |
| 1996 | Millor actor secundari | 12 Monkeys                       | Nominat   | [ 6 ]       |
| 2009 | Millor actor           | El curiós cas de Benjamin Button | Nominat   | [ 7 ]       |
| 2012 | Millor actor           | Moneyball                        | Nominat   | [ 8 ]       |
| 2012 | Millor pel·lícula      | L'arbre de la vida               | Nominat   | [ 8 ]       |
| 2014 | Millor pel·lícula      | 12 anys d'esclavitud             | Guanyador | [ 9 ]       |
| 2016 | Millor pel·lícula      | The Big Short                    | Nominat   | [ 10 ]      |
| 2020 | Millor actor secundari | Once Upon a Time in Hollywood    | Guanyador | [ 11 ]      |

### Premis BAFTA
| Any  | Categoria              | Pel·lícula                       | Resultat  | Referències |
| ---- | ---------------------- | -------------------------------- | --------- | ----------- |
| 2009 | Millor actor           | El curiós cas de Benjamin Button | Nominat   | [ 12 ]      |
| 2009 | Millor actor secundari | Cremeu-ho després de llegir-ho   | Nominat   | [ 12 ]      |
| 2012 | Millor actor           | Moneyball                        | Nominat   | [ 13 ]      |
| 2020 | Millor actor secundari | Once Upon a Time in Hollywood    | Guanyador | [ 14 ]      |

### Premis Globus d'Or
| Any  | Categoria                                      | Pel·lícula                       | Resultat  | Referències |
| ---- | ---------------------------------------------- | -------------------------------- | --------- | ----------- |
| 1995 | Millor actor - Drama                           | Llegendes de Passió              | Nominat   | [ 15 ]      |
| 1996 | Millor actor de repartiment                    | 12 Monkeys                       | Guanyador | [ 16 ]      |
| 2007 | Millor actor de repartiment                    | Babel                            | Nominat   | [ 17 ]      |
| 2009 | Millor actor - Drama                           | El curiós cas de Benjamin Button | Nominat   | [ 18 ]      |
| 2012 | Millor actor - Drama                           | Moneyball                        | Nominat   | [ 19 ]      |
| 2015 | Millor mini-sèrie o pel·lícula per a televisió | The Normal Heart                 | Nominat   | [ 20 ]      |
| 2020 | Millor actor de repartiment                    | Once Upon a Time in Hollywood    | Guanyador | [ 21 ]      |

- MTV Movie Award 1995: Millor actuació masculina, per Entrevista amb el vampir
- MTV Movie Award 1995: Home més sexi
- MTV Movie Award 1996: Home més sexi